# Трејси Шевалије
Трејси Шевалије (енгл. Tracy Chevalier; 19. октобар 1962), британско—америчка списатељица.

## Биографија
Рођена је 19. октобра 1962. године у Вашингтону. Отац јој је био фотограф за часопис Вашингтон Пост. Мајка јој је умрла још док је имала осам година.  Након дипломирања на Оберин Универзитету где је похађала студије књижевности, преселила се у Британију.
После селидбе, почела је да ради у Енглеској као лектор.
Њен први роман носи назив Девичански плаво и издала га је 1997. године.
Њен други роман је роман са којим се прославила и који носи име Девојка са бисерном минђушом. У књизи је описана радња која је инспирисана Вермеровом сликом. Роман је преведен на 38 језика и продат у више од 5 милиона копија до 2014. године. Године 2003. је снимљен филм по роману Шевалије који је номинован за три награде Оскара.

## Дела
- Девичански плаво  (1997)
- Девојка са бисерном минђушом (1999)
- Пали анђели (2001)
- Дама и једнорог (2003)
- Пламени сјај (2007)
- Изузетна створења (2009)
- На ивици воћњака (2013)
- Нови ученик (2017)